# Roberto J. Petracca
Roberto J. Petracca (Buenos Aires, 11 de junio de 1921-ibidem, 2 de marzo de 1967) fue un empresario y dirigente deportivo argentino, que se desempeñó como Ministro de Bienestar Social durante la presidencia de Juan Carlos Onganía hasta su repentina muerte cuando ocupaba el cargo.
Nació en el barrio porteño de Villa Luro, donde habría de iniciarse como pequeño comerciante. Se casó con Lilia Galante y tuvo tres hijos, era abiertamente y militante católico, lo cual se reflejaba en sus discursos como ministro.
Fue vicepresidente del Club Atlético Vélez Sarsfield y además se dedicó a actividades solidarias en el barrio de aquel club, Liniers. 
Era un importante empresario de la industria del vidrio que llegó a ocupar la titularidad de la Cámara del Vidrio y una secretaría sobre aquella industria en la Unión Industrial Argentina en la década de 1960. Su empresa Petracca Construcciones tenía su fábrica en la Av. Rivadavia 9688, y cerró finalmente sus puertas en 1985.